# Ống hút

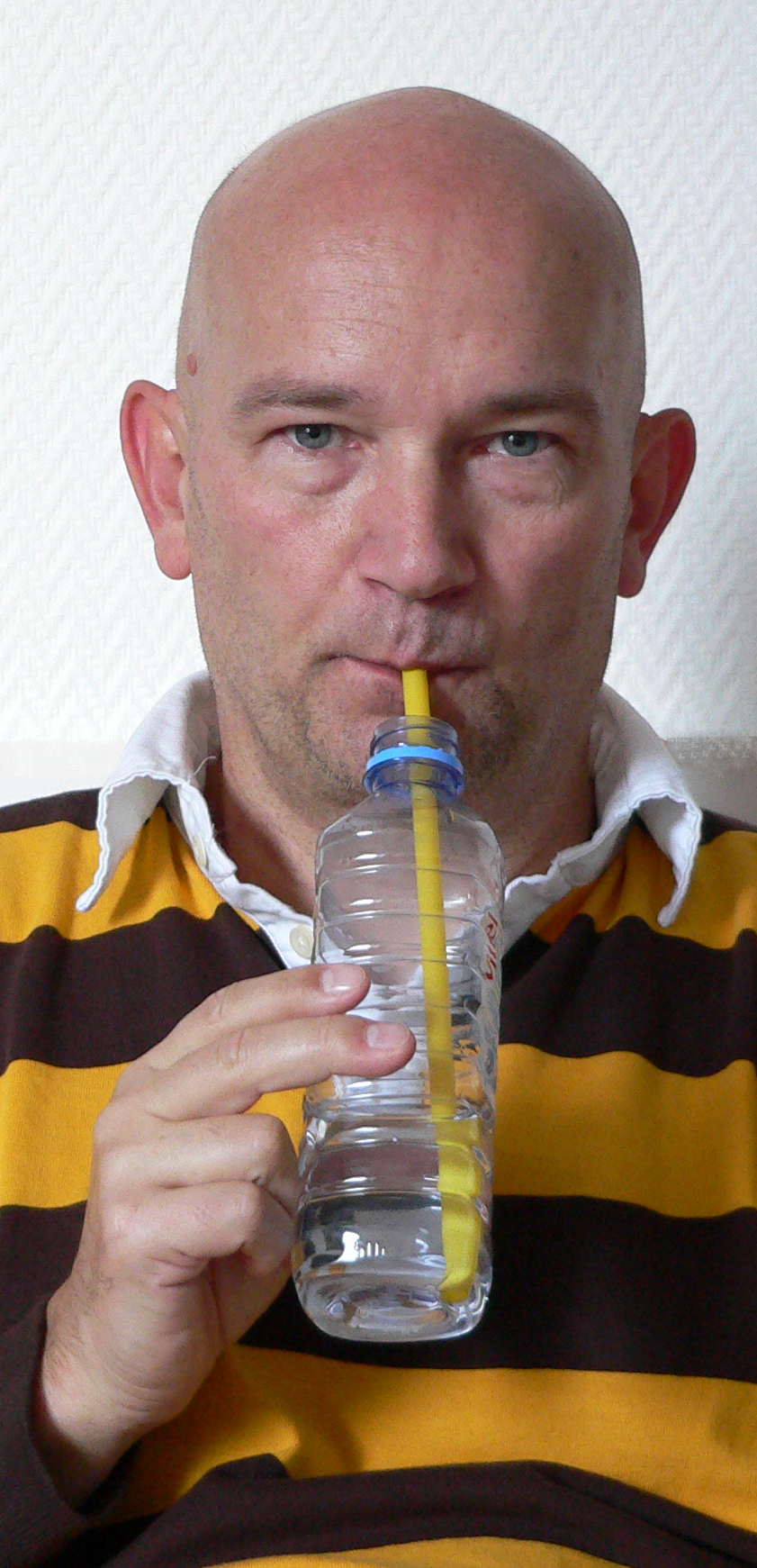
Một người đàn ông đang dùng ống hút

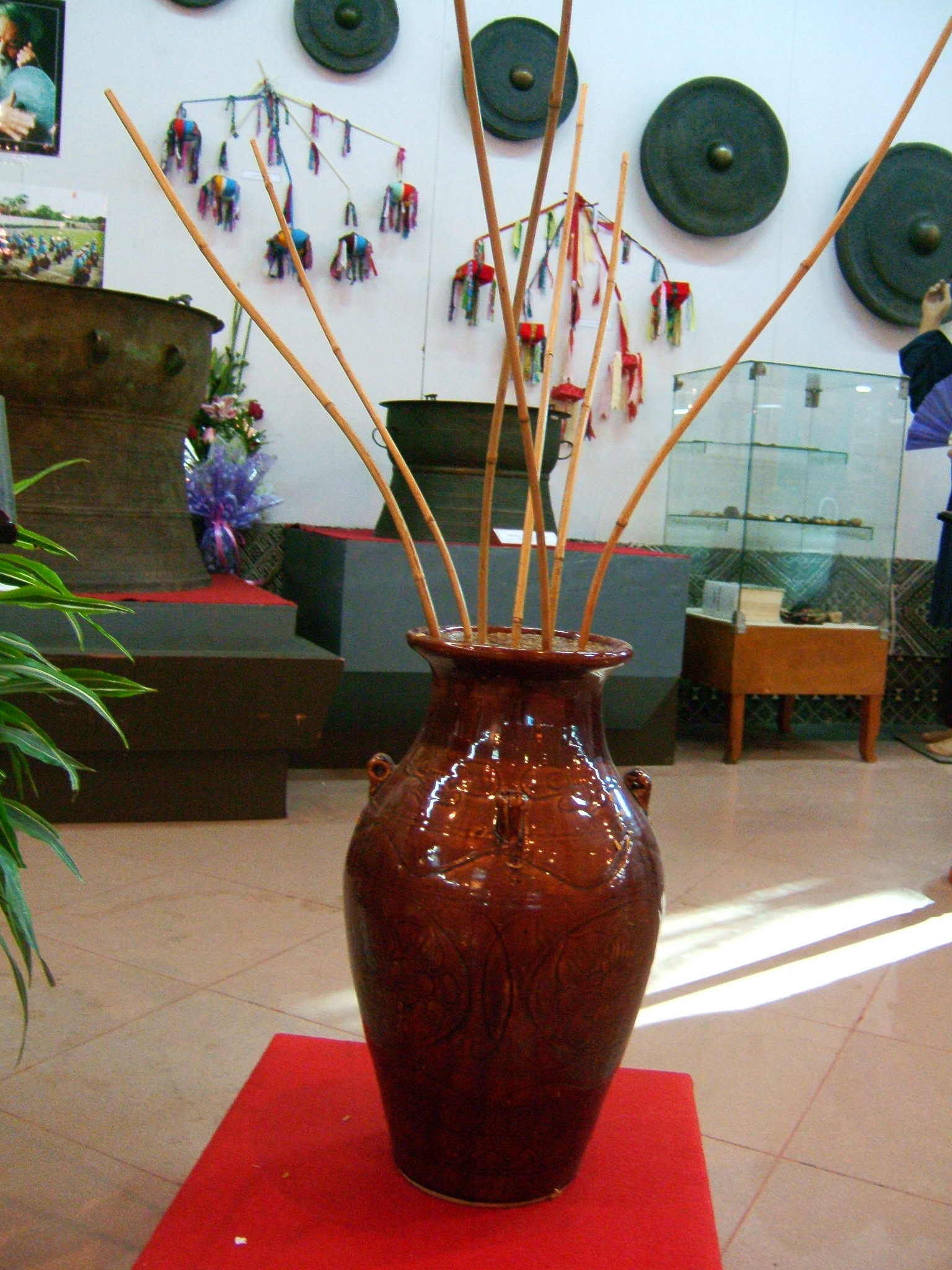
Một bình rượu cần của người Mường, Hòa Bình trưng bày trong triển lãm với nhiều cần được cắm vào bình

Ống hút là một vật dụng hình ống, dùng để hút thức uống hoặc thức ăn lỏng từ ly, cốc,... đến miệng. Ống hút thường được làm từ giấy, tre, thép không gỉ, nhựa hoặc các vật liệu khác. Ống hút có thể sử dụng một lần hoặc tái sử dụng.
Tại Việt Nam, người Việt cổ từ xa xưa cũng như các dân tộc thiểu số ngày nay dùng những cái cần làm từ tre/trúc đục thông lỗ để hút rượu cần, đó cũng là nguồn gốc tên gọi loại rượu này.

## Lịch sử

### Các ví dụ ban đầu

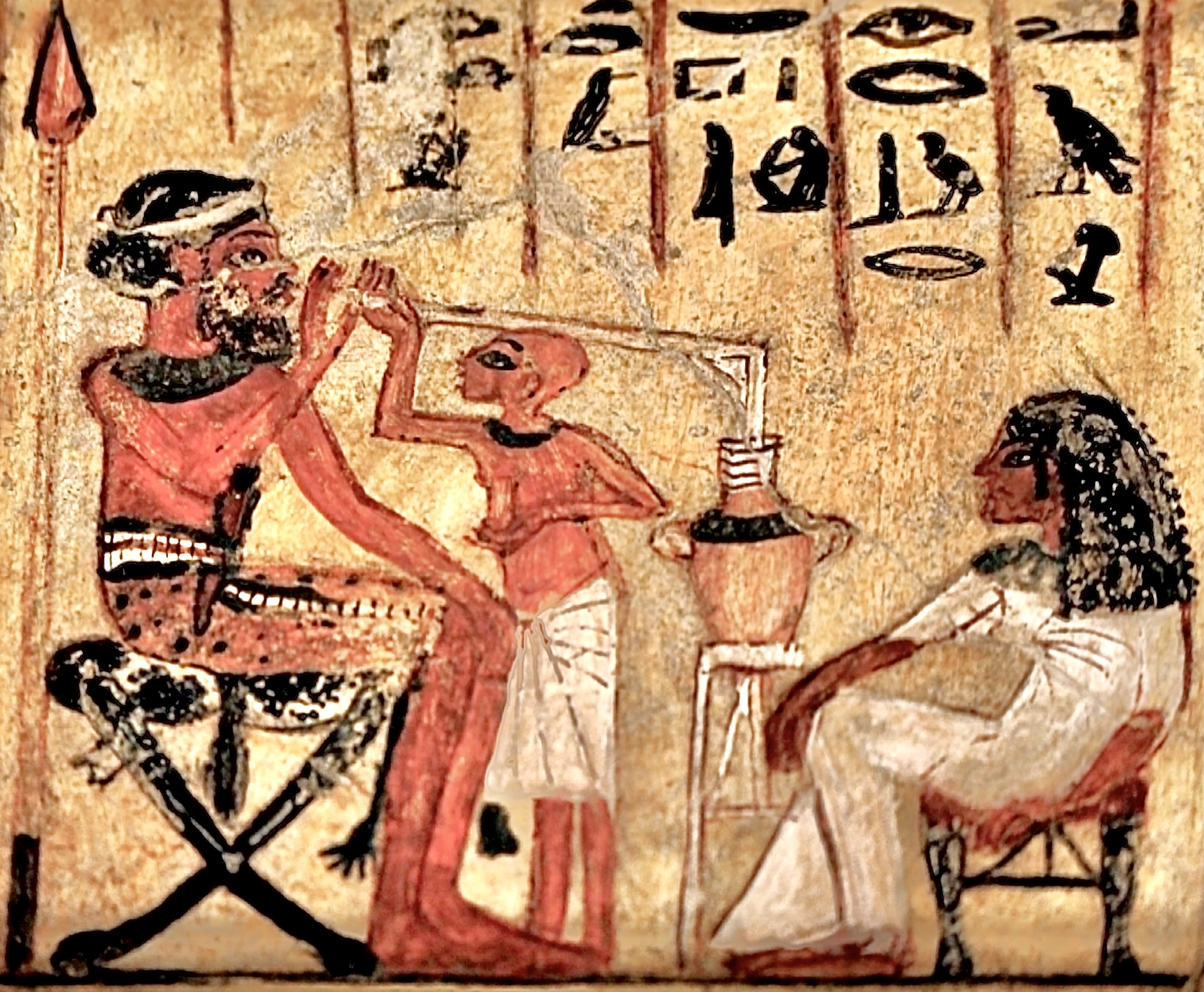
Bức tranh Ai Cập cổ đại này, được vẽ vào khoảng năm 1300 trước Công nguyên, mô tả một người Ai Cập đang uống bia bằng một ống hút.

Ống hút đầu tiên được người Sumer làm ra khoảng 5.000 năm trước Công nguyên để uống bia Ống hút cổ nhất còn tồn tại được tìm thấy trong một ngôi mộ của người Sumer, có niên đại 3.000 năm trước Công nguyên. Tuy nhiên, một số nhà nghiên cứu cho rằng một quyền trượng kim loại được tìm thấy ở Armenia vào năm 1897 có niên đại từ văn hóa Maykop (3.700 đến 2.900 trước Công nguyên) mới là ống hút lâu đời nhất còn tồn tại.

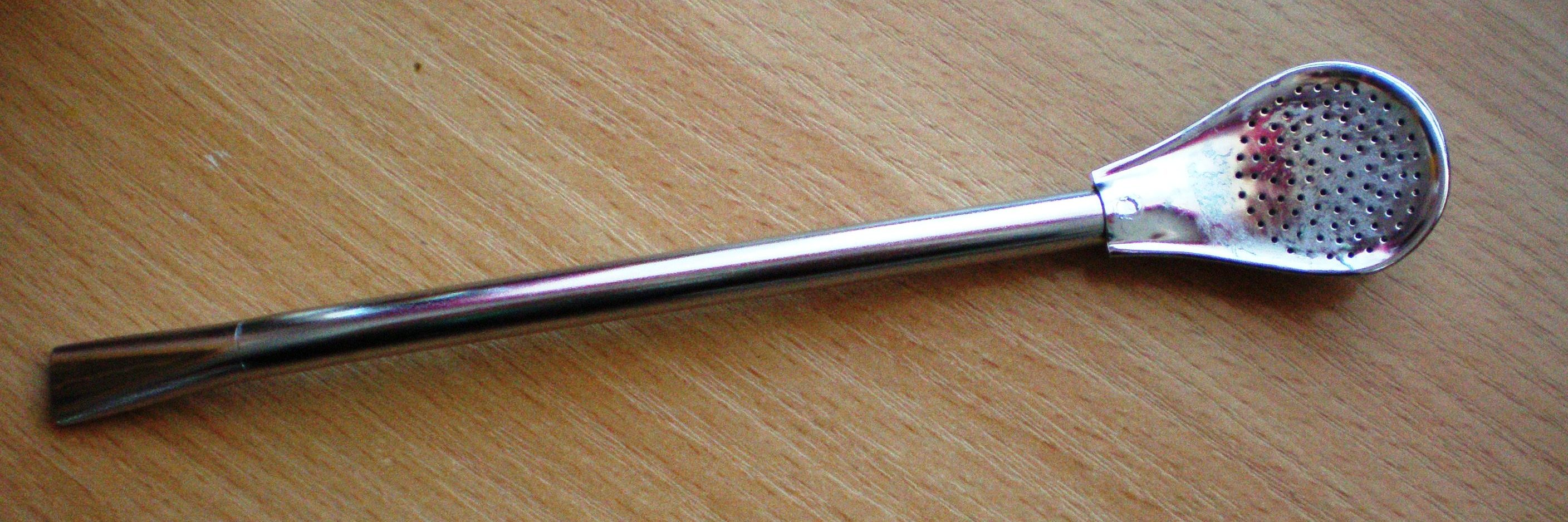
Ống hút Bombilla là một ống hút kim loại có bộ lọc ở đáy, được sử dụng để uống trà mate.

Người Argentina và các nước láng giềng đã dùng bombilla, ống hút kim loại có bộ lọc, để uống trà mate từ hàng trăm năm qua. Vào những năm 1800, ống hút cỏ lúa mạch (hay còn gọi là ống hút cỏ rye) đã trở nên phổ biến vì chúng rẻ và mềm. Tuy nhiên, chúng có một nhược điểm là dễ bị nát khi tiếp xúc với chất lỏng.

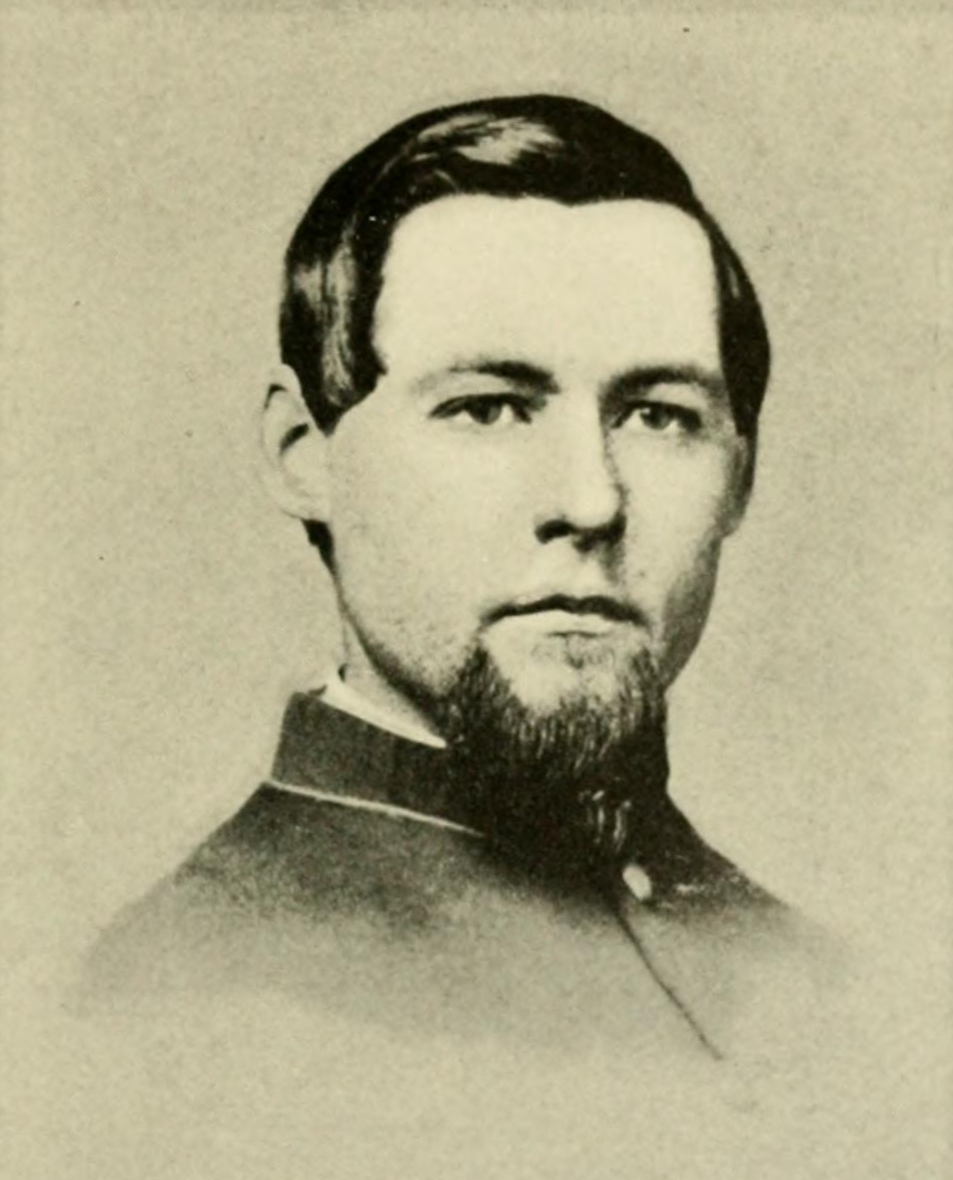
Marvin C. Stone

Marvin C. Stone, một người Mỹ, đã cấp bằng sáng chế cho ống hút hiện đại vào năm 1888. Ống hút của ông được làm bằng giấy, dài 8,5 inch và có thể sử dụng được trong nước giải khát mà không bị nát. Ống hút giấy ban đầu có lỗ hút nhỏ hẹp để ngăn chặn hạt giống làm tắc nghẽn. Để giảm bớt lực cần thiết cho mỗi lần hút, người ta thường dùng hai ống hút.

### Sản xuất hàng loạt
Ống hút nhựa trở nên phổ biến sau Thế chiến II do hai lý do chính. Thứ nhất, vật liệu sản xuất ống hút nhựa rẻ tiền và dễ sản xuất. Thứ hai, các loại thức ăn nhanh đi kèm ống hút cũng trở nên giá cả phải chăng và được ưa chuộng hơn.
Vào năm 1930, ông Otto W. Dieffenbach (Sr.) đã thành lập công ty Glassips Inc. tại Baltimore, Maryland. Công ty của ông đã phát triển và sản xuất ống hút uống nước bằng cellophane. Ống hút của Glassips nhanh chóng trở nên phổ biến và được sử dụng trong các nhà hàng và các sản phẩm khác. Ông Dieffenbach Sr. giữ chức chủ tịch công ty cho đến năm 1972. Năm 1979, công ty Glassips Inc., khi đó có trụ sở tại Towson, Maryland, đã được bán.
Milton Dinhofer đã phát minh ra ống hút xoắn đầu tiên được sản xuất hàng loạt, Sip-N-See, vào năm 1949. Sip-N-See nhanh chóng trở nên phổ biến và được bán với số lượng khoảng sáu triệu đơn vị. Ống hút vẫn được sản xuất cho đến ngày nay.

## Tác động của môi trường
Tính đến năm 2010, 10 quốc gia phát thải ô nhiễm nhựa đại dương lớn nhất (bao gồm cả ống hút nhựa), từ nhiều nhất đến ít nhất là Trung Quốc, Indonesia, Philippines, Việt Nam, Sri Lanka, Thái Lan, Ai Cập, Malaysia, Nigeria và Bangladesh. Ô nhiễm vi nhựa là một vấn đề đáng lo ngại nếu chất thải nhựa được đổ không đúng cách. Nếu ống hút nhựa được xử lý không đúng cách, chúng có thể được vận chuyển qua nước vào các hệ sinh thái đất, và những nơi khác, chúng phân hủy thành các mảnh nhỏ hơn, nguy hiểm hơn so với ống hút nhựa ban đầu.
Sản xuất ống hút nhựa đóng góp một phần nhỏ vào tiêu thụ xăng dầu và ống hút đã qua sử dụng trở thành một phần nhỏ của ô nhiễm nhựa toàn cầu khi bị loại bỏ, hầu hết chỉ sau một lần sử dụng. Một nhóm vận động chống rơm rạ đã ước tính rằng khoảng 500 triệu ống hút được sử dụng hàng ngày chỉ riêng ở Hoa Kỳ - trung bình 1,6 ống hút trên đầu người mỗi ngày. Thống kê này đã bị chỉ trích là không chính xác, vì nó được Milo Cress, lúc đó 9 tuổi, ước tính gần đúng sau khi khảo sát các nhà sản xuất rơm. Con số này đã được trích dẫn rộng rãi bởi các tổ chức tin tức lớn. Năm 2017, công ty nghiên cứu thị trường Freedonia Group ước tính con số là 390 triệu.
Có những lựa chọn thay thế cho ống hút nhựa, một số loại có thể tái sử dụng, mặc dù chúng không phải lúc nào cũng có sẵn hoặc được coi là có đủ chất lượng cho tất cả người dùng (đặc biệt là những người khuyết tật). Ống hút giấy ngày càng phát triển như một sự thay thế phổ biến, mặc dù chúng dễ bị mất độ cứng khi ngâm bên trong đồ uống và trong một số trường hợp không đủ bền đối với đồ uống đặc hơn như sữa lắc. Ống hút kim loại bền hơn, nhưng chúng không có khả năng bị uốn cong, và một số nhà hàng đã báo cáo chúng là mục tiêu trộm cắp.
Một số nhà phê bình đã lập luận rằng các lựa chọn thay thế bằng giấy và kim loại không thân thiện với môi ủ.  Vào tháng 8 năm 2019, sau khi triển khai ống hút giấy tại Vương quốc Anh, McDonald's tuyên bố rằng ống hút của họ thực sự không thể tái chế được vì độ dày của chúng "khiến các nhà cung cấp giải pháp xử lý chất thải của chúng tôi khó xử lý". Chuỗi tuyên bố rằng họ hướng tới sản xuất năng lượng chứ không phải đến các bãi chôn lấp. Axit polylactic (PLA), một loại nhựa phân hủy sinh học, cần ít hơn 68% tài nguyên nhiên liệu hóa thạch để sản xuất so với nhựa, nhưng yêu cầu các điều kiện rất cụ thể để phân hủy hoàn toàn. Cuối cùng, một số vật liệu thay thế thân thiện với môi trường đã được thử nghiệm. Trong đó có ống hút cỏ khô, ống hút tre, ống hút rong biển và ống hút làm từ lá dừa khô tự nhiên

## Đề xuất và lệnh cấm ống hút nhựa
Vào cuối những năm 2010, một phong trào hướng tới luật cấm hoặc nói cách khác là hạn chế việc sử dụng ống hút nhựa và các loại nhựa dùng một lần khác đã nổi lên. Các nhóm môi trường đã khuyến khích người tiêu dùng phản đối việc "buộc" đưa ống hút nhựa vào dịch vụ ăn uống. Phong trào này theo sau việc phát hiện ra các hạt nhựa trong các mảng rác đại dương và các nỗ lực giảm thiểu rác thải nhựa lớn hơn, tập trung vào việc cấm sử dụng túi nhựa ở một số khu vực pháp lý. Nó đã được tăng cường bởi các video lan truyền, trong đó có cảnh nhà sinh vật học Nathan J. Robinson lấy ống hút nhựa ra khỏi lỗ mũi của một con rùa biển.

### Australia
Một lệnh cấm nhựa sử dụng một lần đang được đưa ra ở bang Nam Úc vào năm 2020.
Chuỗi cửa hàng thức ăn nhanh McDonald's hứa sẽ loại bỏ ống hút nhựa trên toàn nước Úc vào năm 2020.

### Brazil
Vào ngày 5 tháng 7 năm 2018, thành phố Rio de Janeiro trở thành thủ phủ bang đầu tiên của Brazil cấm phân phối ống hút nhựa, "buộc các nhà hàng, quán cà phê, quán bar và những thứ tương tự, túp lều trên bãi biển và hàng rong của đô thị chỉ sử dụng và cung cấp cho khách hàng của mình ống hút giấy có thể phân hủy sinh học hoặc có thể tái chế riêng lẻ ".

### Canada
Vào tháng 5 năm 2018, hội đồng thành phố Vancouver đã bỏ phiếu ủng hộ việc áp dụng "Chiến lược Giảm thiểu Sử dụng Một lần", nhắm mục tiêu đến các thùng xốp và ống hút nhựa sử dụng một lần. Hội đồng đã thông qua giai đoạn đầu tiên của các quy định vào tháng 11 năm 2019, dự kiến sẽ có hiệu lực vào tháng 4 năm 2020, cấm phân phối ống hút sử dụng một lần trừ khi được yêu cầu (với ống hút trên tay phải có thể uốn cong vì lý do dễ tiếp cận). Các cửa hàng trà bong bóng sẽ được miễn thuế một năm.
Vào tháng 3 năm 2019, Starbucks thông báo rằng họ sẽ ra mắt sản phẩm đồ uống lạnh có nắp đậy không ống hút trên khắp Toronto như một phần của nguyện vọng môi trường toàn cầu của họ.
Vào tháng 6 năm 2019, trước cuộc bầu cử liên bang Cannada, thủ tướng Justin Trudeau đã tuyên bố ý định ban hành luật hạn chế việc sử dụng nhựa sử dụng một lần từ dầu mỏ sớm nhất là vào năm 2021.

### Liên minh Châu Âu
Vào tháng 5 năm 2018, Liên minh Châu Âu đã đề xuất lệnh cấm đồ nhựa sử dụng một lần bao gồm ống hút, tăm bông, dao kéo, que thổi bóng và dụng cụ khuấy đồ uống.

### Vương quốc Anh
Vào mùa hè năm 2017, chính phủ Anh đã cam kết tài trợ tối đa 4 triệu bảng Anh cho chương trình "Đổi mới nhựa: hướng tới không chất thải". Chương trình này nhằm mục đích giảm thiểu lưu thông của nhựa không cần thiết. Trong nỗ lực này, 11 dự án đã nhận được toàn bộ số tiền hỗ trợ của chính phủ. Mỗi dự án này đều phát minh ra những cách mới để tái chế các sản phẩm nhựa đã qua sử dụng và ngăn chúng không bị chôn lấp. Vào năm 2018, Nữ hoàng Elizabeth II đã ban hành lệnh cấm tất cả các mặt hàng nhựa dùng một lần trong các cung điện của bà.
Vào ngày 19 tháng 4 năm 2018, trước Ngày Trái đất, các nguyên thủ quốc gia Khối thịnh vượng chung đã nhất trí về một đề xuất loại bỏ dần các sản phẩm nhựa dùng một lần. Ước tính tính đến năm 2018, khoảng 23 triệu ống hút nhựa được sử dụng và vứt bỏ hàng ngày tại Anh. Để đáp ứng với đề xuất này, chính phủ Anh đã ban hành lệnh cấm ống hút nhựa dùng một lần, que khuấy và tăm bông vào tháng 4 năm 2020. Tuy nhiên, lệnh cấm đã bị trì hoãn do đại dịch coronavirus và có hiệu lực vào ngày 1 tháng 10 năm 2020.

### Hoa Kỳ

#### Massachusetts
Năm 2015, Williamstown, Massachusetts đã ban hành lệnh cấm sử dụng ống hút không thể tái chế hoặc phân hủy được như một phần của quy định về polystyrene trong Điều 42.
Vào nửa đầu năm 2018, ba thị trấn ở Massachusetts đã ban hành lệnh cấm ống hút nhựa làm từ hóa dầu. Cụ thể, thị trấn Provincetown đã cấm trực tiếp, trong khi Andover và Brookline đã đưa quy định này vào luật về bao bì thực phẩm bền vững. Vào năm 2019, Longmeadow, Massachusetts cũng đã ban hành lệnh cấm đối với ống hút nhựa và bao bì xốp polystyrene.

#### California
Vào ngày 7 tháng 11 năm 2017, thành phố Santa Cruz, California đã thực hiện lệnh cấm đối với tất cả các thùng chứa, ống hút và nắp đậy không thể tái chế nhưng cho phép tất cả các doanh nghiệp tuân thủ trong 6 tháng trước khi thực thi.Vào ngày 1 tháng 1 năm 2018, thành phố Alameda, California trích dẫn nỗ lực của Santa Cruz, đã thực hiện lệnh cấm ngay lập tức đối với tất cả ống hút, trừ trường hợp khách hàng yêu cầu  và cho phép kinh doanh cho đến ngày 1 tháng 7 năm 2018 khi tất cả ống hút phải là của giấy có thể phân hủy và tất cả các hộp đựng mang đi khác đều có thể tái chế được.
Luật của tiểu bang California hạn chế việc cung cấp ống hút nhựa dùng một lần có hiệu lực từ ngày 1 tháng 1 năm 2019. Theo luật, các nhà hàng chỉ được phép cung cấp ống hút nhựa dùng một lần khi có yêu cầu. Luật áp dụng cho các nhà hàng ngồi nhưng miễn trừ các nhà hàng thức ăn nhanh, cửa hàng bán đồ ăn nhanh, quán cà phê và nhà hàng chỉ phục vụ đồ ăn mang đi.  Luật không áp dụng cốc mang đi và đồ uống mang đi. Một nhà hàng sẽ nhận được cảnh báo cho hai lần vi phạm đầu tiên, sau đó phạt $ 25 mỗi ngày cho mỗi lần vi phạm tiếp theo, tối đa là $ 300 trong một năm. Trong một tuyên bố được đưa ra sau khi ông ký ban hành luật, Thống đốc Jerry Brown khi đó nói rằng "Đó là một bước rất nhỏ để khiến một khách hàng muốn có ống hút nhựa yêu cầu nó. Và nó có thể khiến họ tạm dừng và suy nghĩ lại về một giải pháp thay thế Nhưng có một điều rõ ràng là chúng ta phải tìm cách giảm thiểu và tiến tới loại bỏ các sản phẩm nhựa sử dụng một lần.
Các quy định địa phương cũng đã được thông qua ở Malibu, Davis và San Luis Obispo, California.

#### Florida
Các quy định địa phương đã được thông qua ở  Miami beach và Fort Myers, Florida.

#### New York
Vào tháng 5 năm 2018, một lệnh cấm ống hút uống đã được đề xuất tại Thành phố New York. Các doanh nghiệp bị phạt nếu cung cấp ống hút (trừ khi được yêu cầu) và cũng bị phạt nếu không có ống hút nhựa có sẵn. Ngoài ra, họ còn bị phạt vì những lý do khác liên quan đến ống hút.

#### Bang Washington
Vào ngày 1 tháng 7 năm 2018, thành phố Seattle đã ban hành lệnh cấm sử dụng ống hút dùng một lần không phân hủy được.

### Tự nguyện chuyển đổi
Vào năm 2018, McDonald's đã tuyên bố sẽ chuyển sang sử dụng ống hút giấy cho tất cả các cửa hàng tại Vương quốc Anh và Ireland Quyết định này được đưa ra sau hai tháng thử nghiệm ống hút giấy tại một số cửa hàng ở Anh và trong bối cảnh Chính phủ Anh đang cân nhắc việc cấm ống hút nhựa. Tại Hoa Kỳ, McDonald's cũng thử nghiệm chuyển đổi sang ống hút giấy tại một số cửa hàng vào tháng 6 năm 2018.
Trước khi lệnh cấm có hiệu lực, A&W đã tự nguyện loại bỏ ống hút nhựa khỏi tất cả các cửa hàng của mình vào tháng 1 năm 2019. Nhiều nhà hàng độc lập cũng đã làm theo, góp phần giảm thiểu lượng rác thải nhựa ra môi trường. Starbucks cũng cam kết chuyển sang nắp không cần ống hút cho tất cả các đồ uống lạnh vào năm 2020, ngoại trừ frappucinos, sẽ được phục vụ với ống hút giấy hoặc vật liệu bền vững khác.

### Phản đối lệnh cấm
Ống hút nhựa chỉ chiếm 0,022% lượng rác thải nhựa thải ra biển mỗi năm, vì vậy một số nhà phê bình về môi trường cho rằng việc cấm ống hút nhựa không đủ để giải quyết vấn đề rác thải nhựa. Họ cho rằng việc cấm ống hút nhựa chỉ mang tính biểu tượng, và cần có những giải pháp toàn diện hơn để giảm thiểu lượng rác thải nhựa thải ra môi trường.
Việc cấm ống hút nhựa gây khó khăn cho một số người khuyết tật, đặc biệt là những người bị bại não hoặc teo cơ tủy. Những người này có thể cần ống hút nhựa để uống đồ uống nóng hoặc do không thể nâng cốc. Luật Người khuyết tật Hoa Kỳ (ADA) yêu cầu các địa điểm công cộng phải cung cấp ống hút nhựa cho những người khuyết tật cần sử dụng. Các nhà ủng hộ quyền của người khuyết tật cho rằng các vật liệu thay thế cho ống hút nhựa không phù hợp với tất cả người khuyết tật, chẳng hạn như ống hút tái sử dụng có thể khó rửa sạch hoặc thay đổi vị trí, ống hút giấy có thể bị mềm hoặc rách khi gặp nước nóng, và ống hút kim loại có thể quá cứng hoặc nặng. Do đó, họ ưu tiên các luật vẫn cho phép cung cấp ống hút nhựa theo yêu cầu.
Hội đồng Trao đổi Lập pháp Mỹ (ALEC) thúc đẩy các dự luật tiểu bang miễn trừ nhà hàng thức ăn nhanh và bình dân khỏi lệnh cấm ống hút. ALEC cũng thúc đẩy các dự luật hạn chế thành phố áp đặt quy định nghiêm ngặt hơn. ALEC cho rằng các quy định khác nhau và gây nhầm lẫn có thể dẫn đến chi phí tăng cho các cơ sở bán lẻ và thực phẩm. Năm 2019, chiến dịch tái tranh cử của tổng thống Mỹ Donald Trump đã tung ra những gói ống hút nhựa có thể tái sử dụng mang thương hiệu Trump. Ống hút có màu đỏ đặc trưng, gắn liền với khẩu hiệu "Make America Great Again" (MAGA). Đây là một chiêu trò gây quỹ, và trang web chiến dịch quảng bá chúng là một thay thế cho "ống hút giấy của phe tự do".

## Tiểu thuyết
Trong tiểu thuyết "Don Quixote" của nhà văn Miguel de Cervantes, có một đoạn kể về một chủ quán trọ. Vì Don Quixote không chịu cởi chiếc mũ sắt, chủ quán đã lấy một cây sậy, đục lỗ ruột rồi rót rượu qua đó cho ông ta uống.
Trong tiểu thuyết "The Mezzanine" của nhà văn Nicholson Baker, có một đoạn kể về một người kể chuyện đã thử nhiều loại ống hút khác nhau. Anh ấy so sánh các loại ống hút dựa trên các yếu tố như chất liệu, độ bền, khả năng chịu nhiệt và khả năng bị tắc nghẽn.